# برادلی جیمز
برادلی جیمز (به انگلیسی: Bradley James) (زاده ۱۱ اکتبر ۱۹۸۳) بازیگر انگلیسی است.
از کارهای معروف او می‌توان به ایفای نقش آرتور در سریال مرلین اشاره کرد. همچنین در فصل چهارم سریال سرزمین مادری که پخش ان در پاییز امسال شروع می‌شود حضور داشته است. وی در سریال من زامبی و سریال دیمیان به عنوان نقش اصلی هنر نمایی کرده است. آخرین کار سینمایی وی فیلمی با عنوان دختران سریع در سال ۲۰۱۲ است. در فیلم جهان زیرزمینی هم نقش منفی خواهد داشت. وی همچنین در فصل دوم سریال مدیچی (مجموعه تلویزیونی)، نقش جولیانو مدیچی را ایفا کرد.